# أحمد بن سليمان الرسموكي
أحمد بن سليمان الرسموكي (... /... - 1133 هـ / 1721 م مراكش ) علامة وفقيه مغربي.

## سيرته
هو أحمد بن سليمان بن يعزّى بن إبراهيم الجزولي التغتيني الرسموكي، أحد أعلام المغرب المشاهير بالعلم والصلاح، ينتمي إلى أسرة علمية كبيرة. قتل أبوه وأخ له، ظلما في بلده، فانتقل إلى مراكش، وفيها علت مكانته ونشر علمه فالنتفع به الناس وانصلح به خلق كثير، حتى ظهر ذلك الصلاح في ولاة الأمور وأمراء الأجناد. فصاروا يمتثلون أمره في مصالح المسلمين في بناء المدارس والمساجد واستنباط المياه.

## مؤلفاته
صنف العلامة أحمد بن سليمان الرسموكي كتبا منها:
- حلية الجواهر المكنونة في صدف الفرائض المسنونة
- الجواهر المكنونة (نظم في الفرائض)
- إيضاح الأسرار المصونة
- كفاية ذوي الألباب في فهم معونة الطلاب
- كشف الحجاب
- معونة الإخوان على مسألة أولاد الأعوان

## وفاته
توفي عام 1133هـ ودفن في باب الدباغ  بمدينة مراكش.

## روابط خارجية
- الأعلام للزركلي
- المعسول محمد المختار السوسي (ج18: ص 330 - 337)